# Konvencija o suradnji na zaštiti i održivom upravljanju rijekom Dunav
Konvencija o suradnji na zaštiti i održivom upravljanju rijekom Dunav je međudržavni pravni dokument kojim se propisuje suradnja u provedbi mjera zaštite i vodnog gospodarenja na Dunavu članica Međunarodne komisije za zaštitu Dunava. Potpisana je 29. lipnja 1994. godine u Sofiji. Hrvatska je ratificirala Konvenciju 1996. godine.
U spomen na potpisivanje Konvencije, 29. lipnja obilježava se kao Međunarodni dan Dunava.